# Joó Rudolf
Joó Rudolf (Miskolc, 1946. november 28. – Párizs, 2002. január 28.) magyar diplomata, politológus, államtitkár.

## Tanulmányai, munkássága
1965-ben érettségizett a miskolci Berzeviczy Gergely Közgazdasági Technikum kereskedelmi tagozatán. Egyetemi tanulmányait a Marx Károly Közgazdaságtudományi Egyetem nemzetközi kapcsolatok szakán folytatta, 1969-kapta meg diplomáját.
A Magyar Külügyi Intézet tudományos munkatársaként kezdett dolgozni, a KGST országok fejlődésének kérdéseivel foglalkozott. 1971-72-ben posztgraduális képzésen vett részt Nizzában az Európai Felsőfokú Tanulmányok Nemzetközi Intézetében. 1979-80-ban a Párizsi Magyar Intézet programszervezője volt.
Már ifjúkorától intenzíven érdeklődött a nemzetiségi problémák, különösen a határon túli magyarok helyzete iránt. 1981-től 1985-ig az ilyen kutatásokra jó lehetőséget biztosító budapesti Gorkij Könyvtárban helyezkedett el.
1985-ben védte meg kandidátusi disszertációját, majd a Magyarságkutató Intézet főmunkatársa lett. A Magyar Demokrata Fórum egyik alapítója volt, aktívan részt vett a demokratikus ellenzék megmozdulásaiban. 1989-től a Lyoni Egyetem politikatudományi karán volt vendégtanár, majd a Harvard Egyetem Kennedy Kormányzati Iskoláján közigazgatási Master fokozatot szerzett.
1991-ben lett a Honvédelmi Minisztérium nemzetközi kapcsolatokért felelős helyettes államtitkára, majd 1993-tól közigazgatási államtitkára. Az 1994-es kormányváltás után vendégkutató a Nyugat-európai Unió Biztonságkutató Intézetében, majd a George C. Marshallról elnevezett Európai Biztonsági Tanulmányok Központjának tanára volt Garmisch-Partenkirchenben 1995 és 1997 között.
1998-tól 2000-ig a Külügyminisztériumban helyettes államtitkára volt a multilaterális diplomácia és a biztonságpolitika felelőseként. Számos konferencián képviselte a magyar külügyminisztériumot.
2000-től rendkívüli és meghatalmazott nagykövetként a genfi magyar ENSZ-képviseletet vezette, majd az UNESCO Emberi Jogok és Demokrácia Igazgatóság vezetője lett. 2002-ben hasnyálmirigyrákban hunyt el.

## Kutatómunkája
Egyetemi tanulmányaitól kezdve hivatali állásai mellett szinte folyamatosan végzett kutatói és oktatói munkát is. Kutatási területei kezdetben a nyugat-európai nemzetiségekre, a nemzeti kisebbségek problémái voltak, majd a határon túli magyar kisebbségek helyzetére koncentrált. A 90-es évektől tudományos érdeklődése a biztonságpolitika, s ezen belül kiemelten a fegyveres erők polgári ellenőrzésének és irányításának kérdései felé fordult. Kutatási eredményeit folyamatosan publikálta is. Több önálló kötetet, mintegy félszáz tanulmányt, s több tucatnyi kisebb-nagyobb írást jelentetett meg magyar és idegen nyelveken.
Az ELTE Állam- és Jogtudományi Karának címzetes docenseként főként kisebbségi kérdésekről adott elő, a Zrínyi Miklós Nemzetvédelmi Egyetemen pedig a fegyveres erőknek a demokráciákban betöltött helyéről és funkcióiról vezetett kurzusokat; itt 1999-ben egyetemi magántanári címet kapott.

## Részvétele szakmai és társadalmi szervezetekben
A szakmai tudásának és nyelvismeretének (francia, angol, orosz) számos szervezetben vállalt szerepet. 1991-94 között elnöke volt a Batthyány Lajos Alapítványnak és tagja a Magyar Külügyi Társaságnak, megválasztották a Centre International de Formation Européenne Igazgatói Tanácsába, a Robert Schuman Díj nemzetközi zsűrijábe, a Marshall Center Tudományos Tanácsába és a Geneva Center for the Democratic Control of Armed Forces intézményébe.

## Főbb művei
- Nemzetiségek és nemzetiségi kérdés Nyugat-Európában. Kossuth, 1977
- A nemzetiségi kérdés – kisebbségi egyenjogúság napjainkban; TIT, Bp., 1981 (Nemzetközi tájékoztató)
- A nemzetiségek egyenjogúsításának útján. A nemzetiségi jog fejlődése a népi demokratikus Romániában, 1944. szeptember 2–1948. április 13. Joó Rudolf beszélgetése Demeter Jánossal; Kossuth, Bp., 1983
- A nyugat-európai kisebbségek sajátosságai és típusai. Akadémiai, 1983
- Nemzeti és nemzetiségi önrendelkezés, önkormányzat, egyenjogúság. Kossuth, 1984
- A nyugat-európai kisebbségi-tájegységi mozgalmak napjainkban; MM Marxizmus-leninizmus Oktatási Főosztály, Bp., 1985 (Tudományos szocializmus füzetek)
- Székely András Bertalan–Joó Rudolf: Anyanyelv és közösségi tudat a nemzetiségi középiskolákban. Egy szociológiai vizsgálat eredményei; Művelődéskutató Intézet–ÁGK, Bp., 1986 (Közművelődéskutatás)
- Magyarok és szlovének. Együttélésük és együttműködésük a jugoszláv – magyar határ mentén, I-II (társszerk.), Állami Gorkij Könyvtár, 1987
- Etnikumok és regionalizmus Nyugat-Európában. Gondolat, 1988
- Jelentés a romániai magyar kisebbség helyzetéről; szerk. Joó Rudolf; MDF, Bp., 1988
- A kolozsvári magyar egyetem 1945-ben. A Bolyai Egyetem szervezésének válogatott dokumentumai; gyűjt., szerk. Barabás Béla és Joó Rudolf, előszó Csőgör Lajos, bev., utószó Joó Rudolf; Magyarságkutató Intézet, Bp., 1990 (A magyarságkutatás könyvtára)
- South-Tyrol, a European border region; Minority Protection Assoc., Bp., 1998 (Minority protection series)
- A haderő demokratikus kontrollja. A "miért" és "hogyan" néhány kérdése; Magyar Atlanti Tanács, Bp., 1998 (Euroatlanti politikai füzetek)

## Elismerései
- Köztársasági Érdemrend középkeresztje (1994)
- Distinguished Public Service Award (Egyesült Államok, 1999)